# Harold S. Vanderbilt

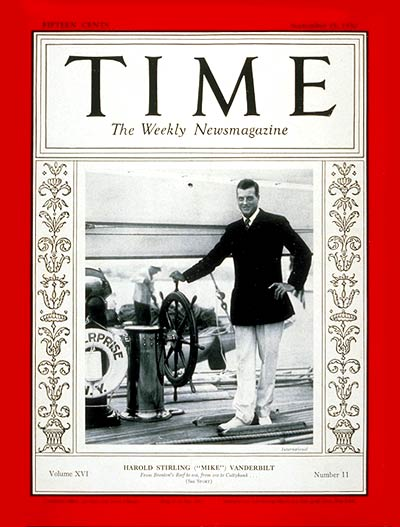
Harold S. Vanderbilt am Steuer seiner J-Klasse-Yacht Enterprise (Titelseite des Magazins Time vom 15. November 1930)

Harold Stirling Vanderbilt (* 6. Juli 1884 in Oakdale, Suffolk County, New York; † 4. Juli 1970 in Newport, Rhode Island) war ein US-amerikanischer Multi-Millionär, dessen Vermögen aus dem Nachlass seines Großvaters Cornelius Vanderbilt stammte.
1925 perfektionierte Vanderbilt auf einer Kreuzfahrt mit Freunden auf der „Finland“ die Bridge-Regeln. Während der Fahrt durch den Panama-Kanal entwickelte er aus Whist und Auktionsbridge das Kontrakt-Bridge, indem er verschiedene Ideen, wie die Einführung der Gefahrenlage und Anschriftensystem, zu einem leicht verständlichen Biet- und Spielsystem zusammenfasste. Er schuf damit ein neues Kartenspiel, das seinen Siegeszug um die Welt antrat: Kontrakt-Bridge, die auch als Königin der Kartenspiele bezeichnet wird.
1928 wurde die erste nationale Meisterschaft in den USA ausgespielt: der Vanderbilt Trophy (Vanderbilt Knockout Teams).
1960 für Vanderbilt Trophy wurde die erste vierjährige World Team Olympiade ausgespielt, die seit 2008 Teil der Weltdenksportspiele ist.

## Werke
- Contract Bridge: bidding and the club convention, New York: Charles Scribner’s Sons, 1929.  OCLC 412630
- The New Contract Bridge: club convention bidding and forcing overbids, Scribner, 1930.
- Enterprise: the story of the defense of the America's Cup in 1930, Scribner, 1931. OCLC 1625050
- Contract by Hand Analysis: a synopsis of 1933 club convention bidding, New York: The Bridge World, 1933. OCLC 6351169
- On the Wind's Highway: Ranger, Rainbow and racing, Scribner, 1939. OCLC 6351177
- The Club Convention system of bidding at contract bridge, Scribner, 1964. OCLC 1352573